# Kolozsvári Krónika

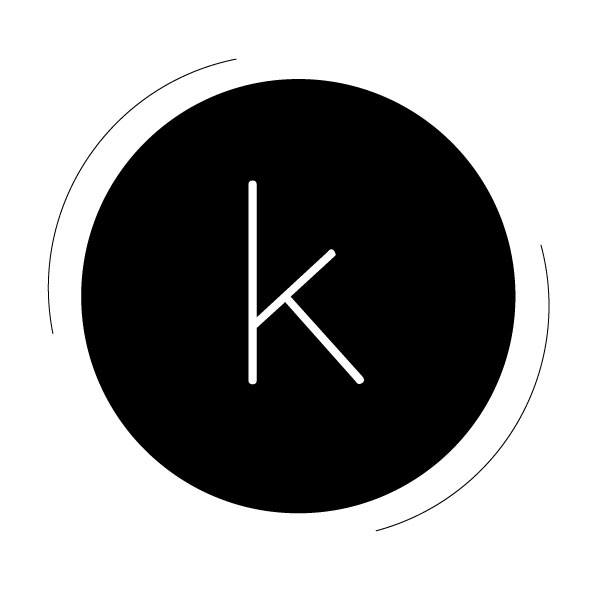
Kolozsvári Krónika

A Kolozsvári Krónika 2016-ban alapított történelmi blog mely Kolozsvár múltjával foglalkozik. 

## Története
A Kolozsvári Krónika történelmi blogot 2016. február 24-én alapította Fazakas László történész.
A blog elsődleges célja, hogy összegyűjtse azokat az írásokat, képeket, illusztrációkat és linkeket, amelyek Kolozsvár történelmi múltjához köthetőek, ezáltal létrehozva egy olyan internetes felületet, amely hasznos  segédletként szolgálhatja a város történelmét kutató történészeket és egyetemi hallgatókat. Továbbá a blog fontosnak tartja, hogy a szélesebb olvasóközönségnek is betekintést nyújtson a kincses város egykori életébe.

## Szerkesztőség
- Szerkesztő: Fazakas László

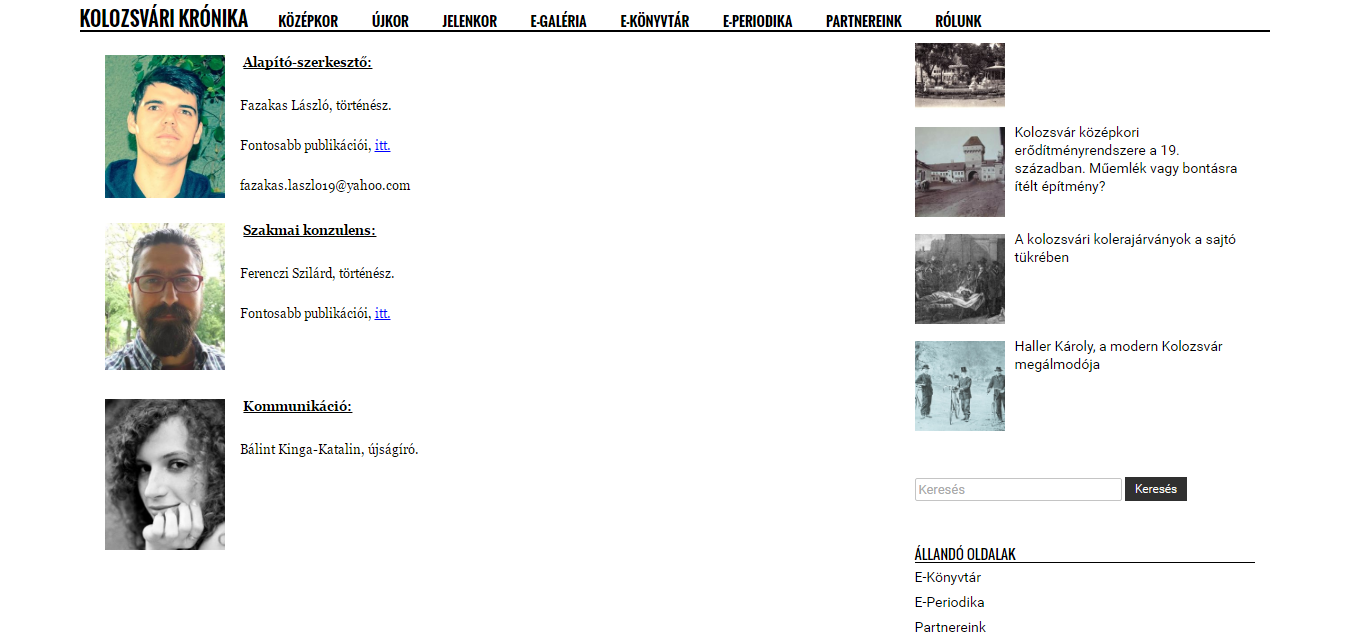
A Kolozsvári Krónika szerkesztősége

- Szakmai konzulens: Ferenczi Szilárd
- Kommunikáció: Bálint Kinga-Katalin